# Paraigüer

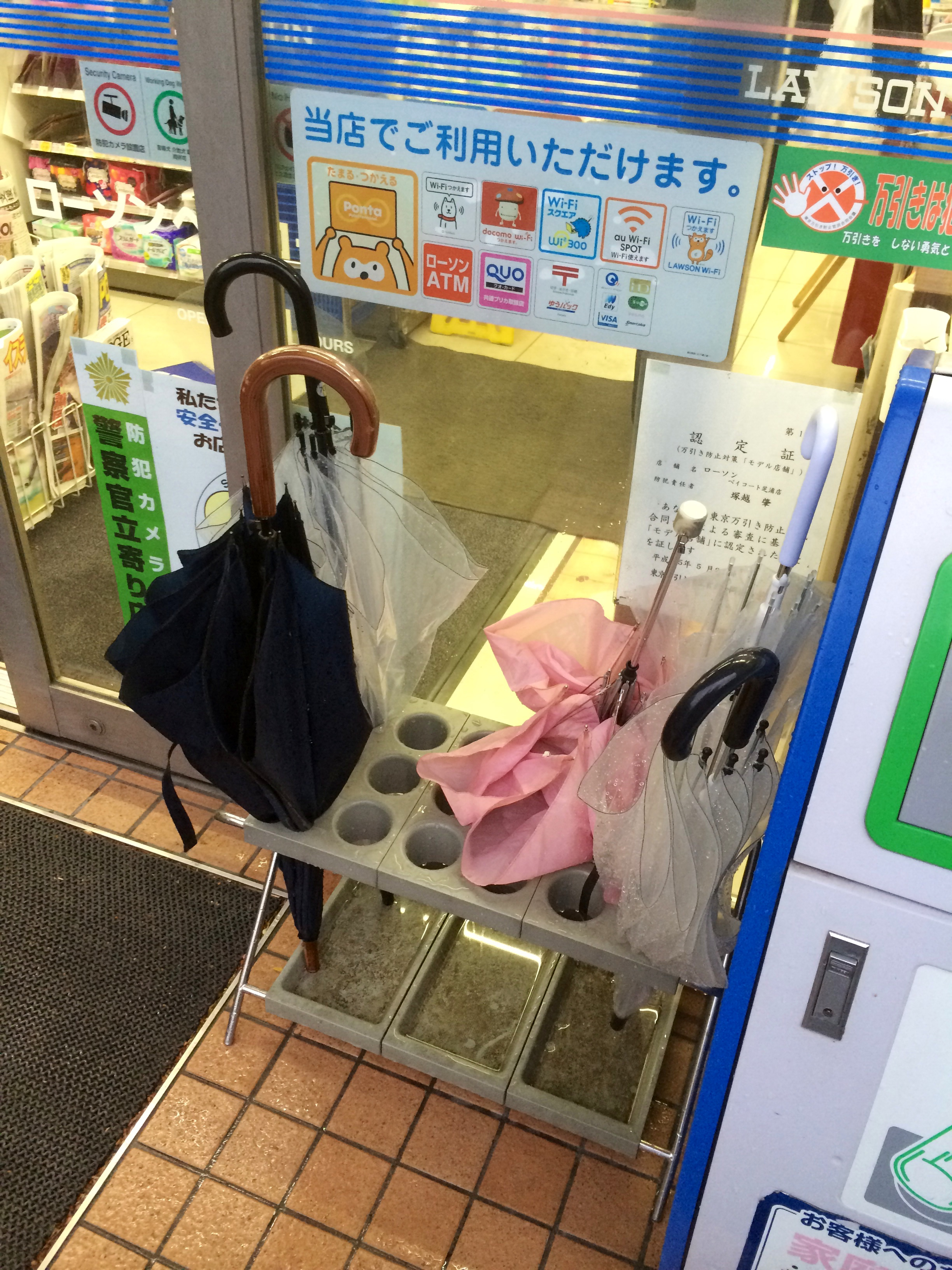
Un paraigüer

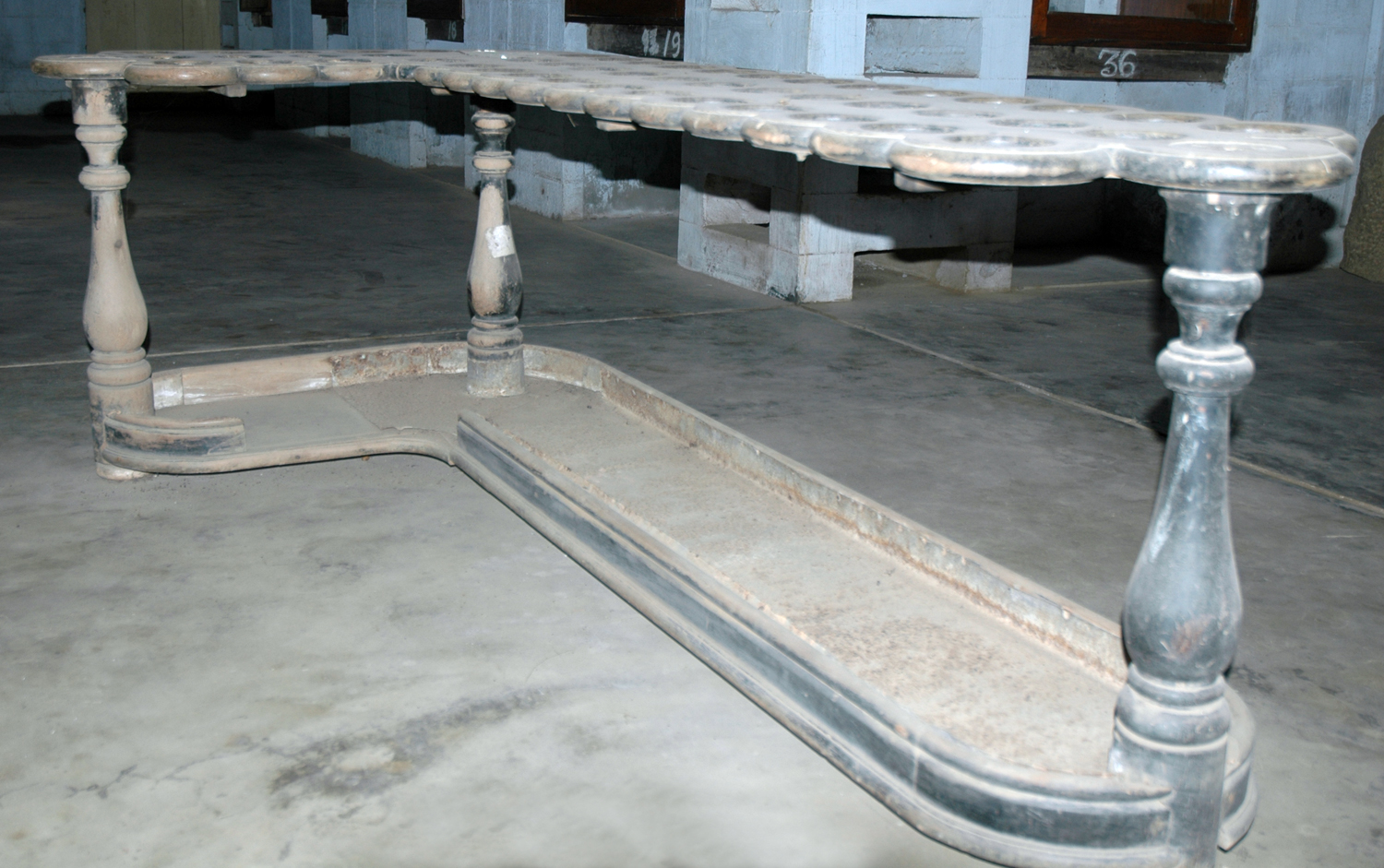
Gran moble amb paraigüers a Sri Lanka.

Un paraigüer és un moble destinat a guardar paraigües o bastons. Se solen situar normalment al rebedor a l'entrada dels habitatges o al vestíbul o punt d'entrada de locals, oficines, consultoris, centres oficials, restaurants, etc. Quan té forma de moble sol constar de penjador, mirall i contenidor (vegeu foto).
A les llars s'utilitzen per contenir els paraigües fins al moment en què s'utilitzaran. En els llocs de treball, però, la seva ocupació es restringeix als dies de pluja en què els empleats i visitants han de portar paraigua. En entrar a l'edifici, es pleguen i s'introdueixen tancats al paraigüer i a la sortida, es recullen per tornar a utilitzar-los. La funció del paraigüer en aquest cas consisteix a impedir que els paraigües mullats s'introdueixin a l'edifici esquitxant la resta de les estances.

## Paraigüer tipus contenidor

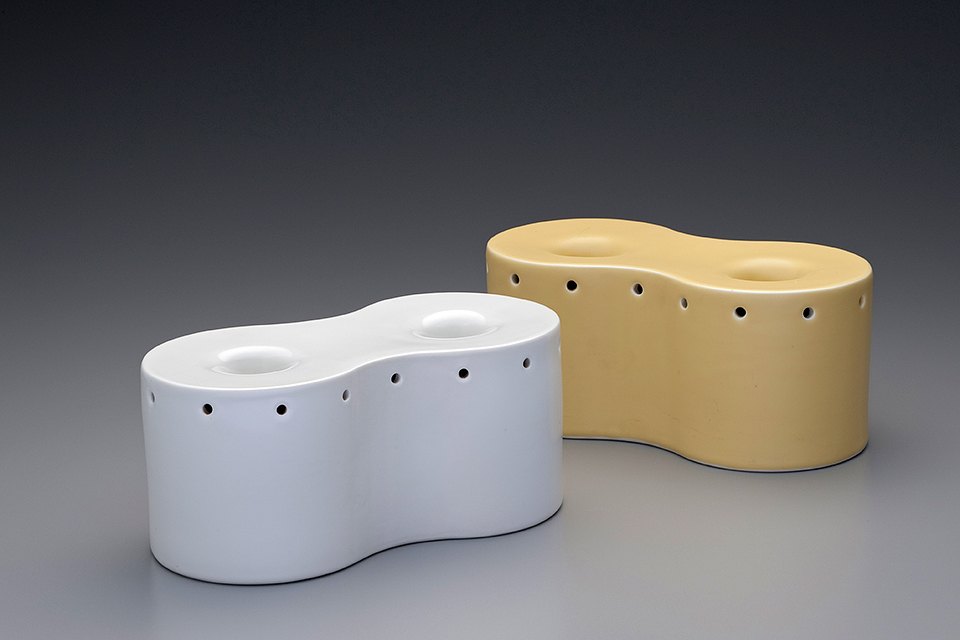
Dos paraigüers de ceràmica del japonès Masahiro Mori.

Els paraigüers de tipus contenidor, generalment són objectes consistents en un tub de base cilíndrica o quadrada, d'amplada mitjana (30-40 cm), on es col·loquen els paraigües tancats en posició vertical. A part d'un moble funcional, pot representar un estètic objecte de decoració. Se'n fabriquen de molt variats materials: ceràmica, plàstic, metall, fusta, etc. Actualment, es poden trobar dissenys molt avantguardistes, sobretot, en metall i altres combinacions de materials com metall i vidre, plàstic i metall, etc.

## Professió
Com a professió el terme paraigüer també s'utilitza per a indicar la persona que fabrica, ven o arregla paraigües.